# Pisces-Zwerggalaxie
Die Pisces-Zwerggalaxie, auch bekannt als LGS 3, ist eine irregulär geformte Zwerggalaxie im Sternbild Fische und vermutlich eine Begleitgalaxie von M33, der Dreiecksgalaxie. Ihre Entfernung beträgt ca. 2,5 Millionen Lichtjahre. Die Galaxie besitzt selbst nur einen Radius von 850 Lichtjahren und erscheint damit am Himmel als 2 Bogenminuten großes Objekt.
Die Pisces-Zwerggalaxie ist teleskopisch nur schwer beobachtbar, da sie eine scheinbare Helligkeit von +14,3 mag und eine sehr geringe Flächenhelligkeit besitzt. Die Galaxie wurde von den Astronomen Charles T. Kowal, Kwok-Yung Lo und Wallace L. W. Sargent auf fotografischen Platten entdeckt, die im Oktober 1978 aufgenommen worden waren.
Sie vermuteten, dass sie zur lokalen Gruppe gehören könnte und publizierten sie in einer Liste, die sie mit „Local Group Suspected“ (LGS) bezeichneten. Die Liste enthielt insgesamt fünf Objekte, von denen drei als potentielle, bisher unbekannte Mitglieder der lokalen Gruppe angesehen wurden. Die neu entdeckte Galaxie stand an dritter Stelle, daher die Bezeichnung LGS 3.
Im Jahr 1979 konnten schließlich Trinh X. Thuan und George E. Martin die Zugehörigkeit von LGS 3 zur lokalen Gruppe bestätigen; sie war damit schließlich die einzige Galaxie der LGS-Liste, die als Mitglied der lokalen Gruppe identifiziert wurde.